# Exceptieve toetsing
Binnen het Nederlands recht houdt de exceptieve toetsing in dat algemeen verbindende voorschriften (avv's) door de bestuursrechter kunnen worden getoetst aan algemene rechtsbeginselen. Wanneer een (bestreden) besluit is gebaseerd op een avv dat naar het oordeel van de rechter met een algemeen rechtsbeginsel in strijd is, dan kan de rechter het avv bij de beoordeling van dat besluit onverbindend achten (of buiten toepassing laten).
Exceptieve toetsing dient te worden onderscheiden van rechtstreekse toetsing. Bij exceptieve toetsing toest de rechter of het voorschrift als zodanig niet rechtmatig is. In dat geval verklaart hij het voorschrift — in beginsel — onverbindend. Bij rechtstreekse toetsing onderzoekt hij of toepassing van het voorschrift in het individuele geval niet rechtmatig is. In dat geval laat hij het voorschrift buiten toepassing.
Kwestieuzer is de toetsing wanneer het te beoordelen besluit botst op een wet in formele zin. Immers, in artikel 120 Grondwet is bepaald dat de rechter niet in de beoordeling treedt van de grondwettigheid van wetten en verdragen. Op 1 maart 2023 overwoog de Afdeling bestuursrechtspraak van de Raad van State ("de Afdeling") dat het toetsingsverbod er bij de huidige stand van de rechtsontwikkeling aan in de weg staat dat een (bepaling uit een) wet in formele zin wordt getoetst aan algemene rechtsbeginselen en (ander) ongeschreven recht.
Dit laat onverlet dat aanleiding kan bestaan een wettelijke bepaling buiten toepassing te laten, indien sprake is van bijzondere omstandigheden waarmee de wetgever geen rekening heeft gehouden en die de toepassing zozeer in strijd doen zijn met algemene rechtsbeginselen of (ander) ongeschreven recht dat die toepassing achterwege moet blijven.

## Achtergrond
In het arrest Landbouwvliegers van 16 mei 1986 oordeelde de Hoge Raad,
dat geen rechtsregel eraan in de weg staat dat de rechter een [...] niet door de formele wetgever gegeven voorschrift onverbindend en in verband daarmee de vaststelling en uitvoering daarvan onrechtmatig kan oordelen op de grond dat sprake is van willekeur in dier voege dat het desbetreffende overheidsorgaan, in aanmerking genomen de belangen die aan dit orgaan ten tijde van de totstandbrenging van het voormelde uitvoeringsbesluit bekend waren of behoorden te zijn, in redelijkheid niet tot het desbetreffende voorschrift is kunnen komen. Daarbij heeft de rechter niet tot taak om de waarde of het maatschappelijk gewicht dat aan de betrokken belangen moeten worden toegekend, naar eigen inzicht vast te stellen, terwijl zowel de aard van de wetgevende functie als de positie van de rechter in ons staatsbestel, zoals deze mede in artikel 11 Wet Algemene Bepalingen tot uiting komt, meebrengen dat hij ook overigens bij deze toetsing terughoudendheid moet betrachten. Voorts zullen gebreken in de motivering van het desbetreffende voorschrift of van de bepaling waarop het voorschrift is gegrond op zichzelf niet tot onverbindendheid leiden.
Het arrest is van belang gebleken voor de toetsing van algemeen verbindende voorschriften aan rechtsbeginselen. Mede naar aanleiding van dat arrest zijn een aantal ongeschreven algemene rechtsbeginselen en algemene beginselen van behoorlijk bestuur vastgelegd in de Algemene wet bestuursrecht (Awb).
In het arrest Aujeszky van 18 februari 2005 formuleerde de Hoge Raad de regel dat de burgerlijke rechter een onverbindendheidsoordeel van de hoogste bestuursrechter moet volgen:
Indien een bestuursorgaan dat die regeling heeft uitgevaardigd of met de uitvoering daarvan is belast in een bestuursrechtelijke procedure als partij betrokken was, en een burger, ongeacht of hij al dan niet partij was in de bestuursrechtelijke procedure, zich beroept op de in die procedure uitgesproken onverbindendheid van de regeling, is de rechtspersoon waarvan het bestuursorgaan deel uitmaakt in een daarna volgend civielrechtelijk geding daaraan gebonden in die zin dat deze zich niet op het standpunt kan stellen dat de regeling in de civielrechtelijke procedure voor verbindend moet worden gehouden. [...] Dit uitgangspunt voorkomt [...] dat de burgerlijke rechter en de bestuursrechter tot verschillende oordelen over dezelfde vraag komen. Dit moet uit een oogpunt van rechtsbescherming van de burger weliswaar worden aanvaard indien de bestuursrechter in een procedure waarin deze burger niet was betrokken, een regeling wel verbindend heeft geacht [...]
Kortom: een door de hoogste bestuursrechter uitgesproken onverbindendverklaring heeft derdenwerking. Acht een bestuursrechter het aangevallen voorschrift wel verbindend, dan heeft zijn oordeel geen derdenwerking.
In het arrest Aujeszky overwoog de Hoge Raad verder,
dat van een bestuursorgaan verwacht mag worden dat het, als de hoogste bestuursrechter een regeling onverbindend heeft geacht, hetzij het daarheen leidt dat alsnog een verbindende regeling wordt tot stand gebracht, hetzij zich ook in andere gevallen aan de uitspraak van die hoogste rechter houdt.
Sillen (2010) merkt op dat uit deze overweging niet valt af te leiden dat het bestuursorgaan een onverbindend verklaard voorschrift moet intrekken.

## Rechtsontwikkeling

### Exceptieve toetsing van lagere regelgeving
Het leerstuk van exceptieve toetsing is uitvoerig onderzocht door de de Afdeling. In een conclusie van 22 december 2017 betoogde staatsraad advocaat-generaal Widdershoven:
De bestuursrechters dienen een algemeen verbindend voorschrift exceptief te toetsen aan zowel materiële als formele algemene rechtsbeginselen en dienen het voorschrift buiten toepassing te laten of onverbindend te achten  als het in strijd is met een algemeen rechtsbeginsel. De willekeursluis van het arrest Landbouwvliegers (1986) dient daarbij niet langer als extra horde te fungeren.
[...]
De intensiteit van de rechterlijke (exceptieve) toetsing van algemeen verbindende voorschriften aan algemene rechtsbeginselen, is afhankelijk van de beslissingsruimte die het vaststellend orgaan heeft gelet op de aard en inhoud van de vaststellingsbevoegdheid [...]. Daarbij gelden vier vuistregels: [...]
In vier uitspraken van 1 juli 2019 ging de Centrale Raad van Beroep (CRvB) hierin mee. Met de beperking "dat enkele strijd met [...] formele beginselen niet kan leiden tot het onverbindend verklaren van een algemeen verbindend voorschrift." In dat geval kan de bestuursrechter een algemeen verbindend voorschrift buiten toepassing laten en een daarop berustend uitvoeringsbesluit om die reden vernietigen.
Aldus vonniste ook de Afdeling op 12 februari 2020, én: "Als het vaststellende orgaan bij het voorbereiden en nemen van een algemeen verbindend voorschrift de negatieve gevolgen daarvan voor een bepaalde groep uitdrukkelijk heeft betrokken en de afweging deugdelijk heeft gemotiveerd, voldoet deze keuze aan het zorgvuldigheids- en het motiveringsbeginsel en beperkt de toetsing door de bestuursrechter zich in het algemeen tot de vraag of de regeling in strijd is met het evenredigheidsbeginsel (vergelijk de uitspraak van de Centrale Raad van Beroep van 1 juli 2019, ECLI:NL:CRVB:2019:2016."
In een conclusie van 7 juli 2021 gingen de staatsraden advocaat-generaal Widdershoven en Wattel in algemene zin in op de toetsing van besluiten aan het evenredigheidsbeginsel. Zij adviseerden inzake de toetsing van wetten in formele zin, van lagere wetgeving, van beleidsregels en van beschikkingen.
Op 2 februari 2022 formuleerde de Afdeling een algemeen kader voor toetsing van beschikkingen aan het evenredigheidsbeginsel: "De intensiteit van de rechterlijke toetsing aan het evenredigheidsbeginsel hangt [...] van zoveel factoren af, dat het om een glijdende schaal gaat waarop alle intensiteiten tussen vol en terughoudend toegepast moeten kunnen worden. [...] De intensiteit [...] wordt bepaald door onder meer de aard en de mate van de beleidsruimte van het bestuursorgaan, de aard en het gewicht van de met het besluit te dienen doelen en de aard van de betrokken belangen en de mate waarin deze door het besluit worden geraakt. Naarmate die belangen zwaarder wegen, de nadelige gevolgen van het besluit ernstiger zijn of het besluit een grotere inbreuk maakt op fundamentele rechten, zal de toetsing intensiever zijn. [...] Als de (on)evenredigheid van het bestreden besluit tussen partijen in geschil is en dat besluit in zoverre (mede) op een beleidsregel berust, dan toetst de bestuursrechter, al dan niet uitdrukkelijk, ook de evenredigheid van de beleidsregel. Als de beleidsregel zelf niet onrechtmatig is, toetst de bestuursrechter het bestreden besluit aan de norm van artikel 4:84 (slot) van de Awb."
In een conclusie van 16 februari 2022 ging Wattel in op de toetsing van lagere wetgeving aan het evenredigheidsbeginsel.
Op 18 mei 2022 volgden conclusies van de staatsraden advocaat-generaal Widdershoven en Snijders over de toetsing van beleidsregels respectievelijk wetten in formele zin aan het evenredigheidsbeginsel.
Tegen toetsing van een ministeriële regeling zag de Afdeling op 1 maart 2023 geen principiële beletselen.
Bij exceptieve toetsing van avv's doen zich twee situaties voor. Het bestreden besluit
1. berust op een discretionaire bevoegdheid (al dan niet ingevuld met beleidsregels);
2. berust op een gebonden bevoegdheid.

#### Exceptieve toetsing bij discretionaire bevoegdheid
Op 2 februari 2022 overwoog de Afdeling dat "de geschiktheid aan de orde [kan] komen bij de (exceptieve) toetsing van het algemeen verbindende voorschrift of de beleidsregel waarop het bestreden besluit berust."
Op 26 maart 2024 vulde het College van Beroep voor het bedrijfsleven (CBb) daarop aan dat dit ook geldt voor de beoordeling van de noodzaak en de evenwichtigheid van het voorschrift als zodanig. Dit betekent dat de bestuursrechter, exceptief toetsend, tot het oordeel kan komen dat een algemeen verbindend voorschrift (of een beleidsregel) onverbindend is.

#### Exceptieve toetsing bij gebonden bevoegdheid
In de uitspraak van 26 maart 2024 vulde het CBb de uitspraken van de Afdeling van 2 februari 2022 en van 1 maart 2023 nader in.
Het CBb overwoog dat ook een avv waarin een gebonden bevoegdheid is neergelegd zonder beperking exceptief kan worden getoetst. Verschillend is de intensiteit van de rechterlijke beoordeling. De intensiteit "is afhankelijk van onder meer de beslissingsruimte die het vaststellend orgaan heeft, gelet op de aard en de inhoud van de vaststellingsbevoegdheid en de daarbij te betrekken belangen. [...] De beoordeling [kan] intensiever [...] zijn naarmate het algemeen verbindende voorschrift meer ingrijpt in het leven van de belanghebbende(n) en daarbij fundamentele rechten aan de orde zijn."
In de uitspraak van 18 april 2024 overwoog de CRvB, "[dat] de rechter niet de taak [heeft] om de waarde of het maatschappelijk gewicht dat aan de betrokken belangen wordt toegekend naar eigen inzicht vast te stellen. [...] (zie o.a. de uitspraak van de Raad van 1 juli 2019, ECLI:NL:CRVB:2019:2016 en van het CBb van 26 maart 2024, ECLI:NL:CBB:2024:190)."
In een (tussen)vonnis van de CRvB van 18 april 2024 was sprake van een geval waar de wetgever de voorheen bestaande discretionaire bevoegdheid uitdrukkelijk heeft willen wijzigen in een verplichting. Ruimte voor exceptieve toetsing was er [dus] niet. De raadsheer advocaat-generaal R.H. de Bock had op 10 november 2023 geadviseerd om af te stappen van de zeer terughoudende rechterlijke toetsing van buitenwettelijke beleidsregels. Beleidsregels, ongeacht of zij ‘binnenwettelijk’, of ‘buitenwettelijk’ zijn, zouden ‘gewoon’ moeten worden getoetst aan algemene beginselen van behoorlijk bestuur, en wat betreft het evenredigheidsbeginsel aan de hand van de criteria ‘noodzakelijkheid’, ‘geschiktheid’ en ‘evenwichtigheid’. Zoals gezegd wees de CRvB de exceptieve toetsing af, maar honoreerde het beroep van appellant op de in de wet vermelde 'dringende redenen'. De CRvB "zal de dringende reden voortaan zien als een open norm waarbinnen het Uwv, tegenover het uitgangspunt dat wat ten onrechte is ontvangen in beginsel moet worden terugbetaald, de relevante feiten en omstandigheden zodanig moet afwegen dat die afweging een toetsing aan de algemene beginselen van behoorlijk bestuur zal kunnen doorstaan. Daarbij kan met name worden gedacht aan het rechtszekerheidsbeginsel, het vertrouwensbeginsel, het (materiële) zorgvuldigheidsbeginsel en het evenredigheidsbeginsel."

### Exceptieve toetsing van formele wetten
Advocaat-generaal Snijders was specifiek ingegaan op de toetsing van wetten in formele zin aan het evenredigheidsbeginsel. In twee daarop gewezen uitspraken van 1 maart 2023 sloot de Afdeling toetsing aan de Grondwet om principiële redenen uit, maar achtte contra-legemtoepassing onder voorwaarden wel mogelijk:

9.11. De Hoge Raad heeft in het Harmonisatiewetarrest onder meer overwogen dat het de rechter vrijstaat om in bepaalde (groepen van) gevallen een wetsbepaling buiten toepassing te laten op de grond dat toepassing van die bepaling in verband met daarin niet verdisconteerde omstandigheden in strijd zou komen met een fundamenteel rechtsbeginsel. In latere arresten (zie de hiervoor vermelde arresten Bosentan en laatstelijk Binnenvaartschip) heeft de Hoge Raad dit zo geformuleerd, dat indien sprake is van bijzondere omstandigheden die niet of niet ten volle zijn verdisconteerd in de afweging van de wetgever, aanleiding kan bestaan om tot een andere uitkomst te komen dan waartoe toepassing van de wettelijke bepaling leidt. Dat is het geval indien die niet verdisconteerde bijzondere omstandigheden de toepassing van de wettelijke bepaling zozeer in strijd doen zijn met algemene rechtsbeginselen of (ander) ongeschreven recht dat die toepassing achterwege moet blijven. 
9.12. De Centrale Raad van Beroep en het College van Beroep voor het bedrijfsleven hebben de contra-legemtoepassing van algemene rechtsbeginselen en (ander) ongeschreven recht bij wetsbepalingen in dezelfde bewoordingen aanvaard (zie bijvoorbeeld voormelde uitspraak van de Centrale Raad van Beroep van 19 juli 2017 en voormelde uitspraak van het College van Beroep voor het bedrijfsleven van 29 maart 2022).
9.13. Ook de Afdeling sluit zich hierbij aan. Daarbij wijst zij erop dat de niet verdisconteerde bijzondere omstandigheden verschillend van aard kunnen zijn. Ten eerste kunnen die omstandigheden gelegen zijn in het handelen van het bestuursorgaan bij de uitvoering of de toepassing van de wettelijke bepaling, zoals aan de orde was in de uitspraken van de Centrale Raad van Beroep van 18 februari 1975, ECLI:NL:CRVB:1975:ZB0069 en ECLI:NL:CRVB:1975:1, en de zogenoemde "doorbraakarresten" van de Hoge Raad van 12 april 1978, ECLI:NL:HR:1978:AC2432, ECLI:NL:HR:1978:AM4447 en ECLI:NL:HR:1978:AX3264. Ten tweede kan het gaan om gevolgen van de toepassing van de wettelijke bepaling die niet stroken met wat de wetgever kan hebben bedoeld of voorzien.
9.14.  Bij de vraag of ruimte bestaat voor contra-legemtoepassing van algemene rechtsbeginselen of (ander) ongeschreven recht hoeft niet altijd eerst te worden nagegaan of sprake is van bijzondere omstandigheden die niet of niet ten volle in de afweging van de wetgever zijn verdisconteerd. Denkbaar is immers dat direct al duidelijk is dat de door de belanghebbende gestelde bijzondere omstandigheden niet meebrengen dat toepassing van de wettelijke bepaling zozeer in strijd is met algemene rechtsbeginselen of (ander) ongeschreven recht dat die toepassing achterwege dient te blijven. In een dergelijke situatie behoeft de vraag of de gestelde bijzondere omstandigheden wel of niet (volledig) door de wetgever zijn verdisconteerd, geen afzonderlijke beantwoording.

In overweging 8.2 van de uitspraak van 26 maart 2024 overwoog het CBb ten aanzien van gebonden besluiten, "dat er bijzondere omstandigheden [kunnen] zijn die maken dat in het voorliggende geval toepassing van het algemeen verbindende voorschrift voor een of meer belanghebbenden zozeer in strijd komt met het evenredigheidsbeginsel dat die toepassing achterwege moet blijven. Dit betekent dat het bestuursorgaan uiteindelijk (“onder de streep”) nog wel moet beoordelen of er bijzondere omstandigheden zijn die maken dat toepassing van het algemeen verbindende voorschrift in het voorliggende geval tot een onevenredige uitkomst zou leiden, maar daarbij gaat het dan alleen nog om de evenwichtigheid (de evenredigheid “stricto sensu”). Een besluit is onevenwichtig als het in de gegeven omstandigheden voor een of meer belanghebbenden onredelijk bezwarend is."
En in overweging 8.3, "dat het niet in de rede ligt dat bij de toetsing aan het evenredigheidsbeginsel van gebonden besluiten die berusten op een wet in formele zin, een ander dan het in 8.2 beschreven beoordelingskader wordt toegepast."
Van vergaande exceptieve toetsing was sprake in de uitspraak van de Afdeling bestuursrechtspraak van de Raad van State van 26 maart 2025, ECLI:NL:RVS:2025:1301. De Afdeling liet de Wet hersteloperatie toeslagen buiten toepassing voor zover het ging om de daarin opgenomen beslistermijnen voor de afhandeling van bezwaren door de Uitvoeringsorganisatie Herstel Toeslagen. Eerder heeft zij de analyse gedeeld dat de wetgever bewust onrealistische beslistermijnen in de Wht heeft opgenomen.
De Afdeling overwoog dat deze wettelijke termijnen structureel niet haalbaar bleken in de uitvoeringspraktijk en dat strikte toepassing zou leiden tot strijd met het recht op effectieve rechtsbescherming (artikel 6 EVRM en artikel 47 EU-Handvest) en het rechtszekerheidsbeginsel. Daarom stelde de Afdeling een ruimere beslistermijn vast, waarmee zij de wettelijke bepaling buiten toepassing liet. Met [aan opdracht grenzende] aanbeveling aan de rechtbanken om dezelfde termijnen in de toekomst te hanteren.
Deze uitspraak is een voorbeeld van exceptieve toetsing, waarbij de rechter actief heeft ingegrepen in de wetgeving of politiek.

### Derdenwerking?
In een uitspraak van het CBb van 20 september 2022 was beroep ingesteld door  één  appellante. Het CBb achtte de TVL in strijd met het evenredigheidsbeginsel omdat ten onrechte een voorziening ontbrak voor "ondernemers zoals appellante, die geen omzet hebben gemaakt vóór 15 maart 2020." Het College oordeelde dat "de vaststelling dat in een regeling ten onrechte een bepaalde voorziening ontbreekt, niet [kan] leiden tot het onverbindend verklaren van een bepaling uit die regeling. Het College acht het om die reden geraden voor ondernemers zoals appellante, de in artikel 2.1.2, derde lid, van de TVL genoemde voorwaarden buiten toepassing te laten. Een afwijzend besluit mag daardoor voor de betrokken groep ondernemers niet op die bepaling worden gebaseerd."

## Samenvattend
De bestuursrechter toetst een algemeen verbindend voorschrift exceptief aan zowel materiële als formele algemene rechtsbeginselen. Hij verklaart het voorschrift onverbindend — of laat het buiten toepassing — als het daarmee in strijd is. Ziet het voorschrift op een gebonden bevoegdheid, dan is de beoordeling afhhankelijk van de beslissingsruimte van het bestuursorgaan.
Een wettelijke bepaling kan alleen dan buiten toepassing worden gelaten, indien sprake is van een zwaarwegende omstandigheid die niet door de wetgever is voorzien. 
Een onverbindendverklaring die is uitgesproken door een hoogste bestuursrechter heeft op grond van het arrest Aujeszky — in beginsel — derdenwerking bij de burgerlijke rechter.
Een voorbeeld van contra legem cassatie is het Box 3 "Kerstarrest" van de Hoge Raad d.d. 24 december 2021, waarin de Hoge Raad sub 3.5 overwoog,
dat, ook met inachtneming van de ruime beoordelingsmarge die de wetgever toekomt, in redelijkheid niet kan worden gezegd dat het sinds 2017 geldende forfaitaire stelsel de uit artikel 1 EP voortvloeiende proportionaliteitstoets kan doorstaan. Er bestaat niet een redelijke verhouding tussen de belangen die de wetgever heeft willen dienen met dat stelsel en de ongelijkheid die wordt veroorzaakt door de vormgeving die de wetgever heeft gekozen voor de verwezenlijking van dat doel. [...]
De Hoge Raad vernietigde — contra legem — de bestreden uitspraken en verminderde de onrechtmatige belastingaanslagen.

## Rechtspraak (in chronologische volgorde)
- Hoge Raad 16 mei 1986, 12.818, ECLI:NL:HR:1986:AC9354, NJ 1987, 251, noot M. Scheltema (Arrest Landbouwvliegers).

- Hoge Raad 18 februari 2005, C03/037HR, ECLI:NL:HR:2005:AO4257, NJ 2005, 283, noot M.R. Mok (Arrest Aujeszky).

- Raad van State 22 december 2017, 201701963/3/R1 en 201705745/2/A1, ECLI:NL:RVS:2017:3557 (Conclusie A-G Widdershoven).

- Centrale Raad van Beroep 1 juli 2019, 16/3727 PW, ECLI:NL:CRVB:2019:2016. "overwegingen 7.5.1 en 7.5.2"

- Centrale Raad van Beroep 1 juli 2019, 16/3826 PW, 16/3831 PW, 16/4264 PW, 16/4265 PW, ECLI:NL:CRVB:2019:2017.

- Centrale Raad van Beroep 1 juli 2019, 16/2532 PW, 16/6560 PW, 16/6561 PW, ECLI:NL:CRVB:2019:2018.

- Centrale Raad van Beroep 1 juli 2019, 16/4726 PW, 16/6562 PW, 16/6602 PW, ECLI:NL:CRVB:2019:2019.

- Raad van State 12 februari 2020, 201802281/3/R2, ECLI:NL:RVS:2020:452. "overweging 6"

- Raad van State 29 april 2020, 201904404/1/A3, ECLI:NL:RVS:2020:1155, AA20200961, noot R. Ortlep, M. van Zanten. "overweging 7"

- Raad van State 7 juli 2021, 202006932/3/A3, 202002668/2/A3 en 202000475/2/A3, ECLI:NL:RVS:2021:1468 (Conclusie A-G Widdershoven en A-G Wattel).

- Hoge Raad 24 december 2021, 21/01243, ECLI:NL:HR:2021:1963 (box-3 arrest, Kerstarrest).

- Raad van State 2 februari 2022, 202002668/1/A3, ECLI:NL:RVS:2022:285 (Woningsluiting Harderwijk).

- Raad van State 16 februari 2022, 202006547/2/A2, ECLI:NL:RVS:2022:516 (Conclusie A-G Wattel). "overweging 9.4"

- Raad van State 18 mei 2022, 202006602/2/V2 en 202006606/2/V2, ECLI:NL:RvS:2022:1440 (Conclusie A-G Widdershoven).

- Raad van State 18 mei 2022, 202100115/2/A2 en 202006816/2/A2, ECLI:NL:RvS:2022:1441 (Conclusie A-G Snijders).

- College van Beroep voor het bedrijfsleven 20 september 2022, 21/1004, ECLI:NL:CBB:2022:618.

- Raad van State 1 maart 2023, 202006816/1/A2, ECLI:NL:RVS:2023:772.

- Raad van State 1 maart 2023, 202100115/1/A2, ECLI:NL:RVS:2023:852.

- Raad van State 1 maart 2023, 202203182/1/A2, ECLI:NL:RVS:2023:828.

- Centrale Raad van Beroep 10 november 2023, 21/2685 Wajong, ECLI:NL:CRVB:2023:2086 (Conclusie A-G R.H. de Bock).

- College van Beroep voor het bedrijfsleven 26 maart 2024, 22/201 en 22/1594, ECLI:NL:CBB:2024:190.

- Centrale Raad van Beroep 18 april 2024, 21/2685 Wajong-T, ECLI:NL:CRVB:2024:726. "Tussenuitspraak na conclusie AG-De Bock (ECLI:NL:CRVB:2023:2086)"

- Centrale Raad van Beroep 18 april 2024, 22/967 AKW, ECLI:NL:CRVB:2024:748.

- Raad van State 26 maart 2025, 202405267/1/A2, ECLI:NL:RVS:2025:1301.

## Voetnoten
1. 1 2 3 4  bij bezwaar: het bestuursorgaan — ECLI:NL:RVS:2021:590
2. 1 2  Voor hybride gevallen zie ECLI:NL:CBB:2024:190, ov. 6.8 of ov. 9.
3. ↑  ECLI:NL:CBB:2024:190, aangehaald in bijvoorbeeld ECLI:NL:RBROT:2024:6731, ov. 7.
4. 1 2  ECLI:NL:RVS:2023:772 en ECLI:NL:RVS:2023:852; Raad van State, "Grote kamer van Afdeling bestuursrechtspraak loopt aan tegen hardheid van de wet", 1 maart 2023. Gearchiveerd op 28 april 2023. Geraadpleegd op 11 september 2024.
5. ↑  ECLI:NL:HR:1986:AC9354
6. 1 2  ECLI:NL:HR:2005:AO4257
7. 1 2  Schutgens (2006), p.99: "tenzij er sprake is van juridische ‘nova’".
8. ↑  Sillen 2010, pp. 121-122.
9. ↑  Sillen 2010, pp. 153-154.
10. ↑  ECLI:NL:RVS:2017:3557
11. ↑  Schutgens 2009, pp. 9-10.
12. ↑  In afdeling 2.6 bespreekt Widdershoven de terminologische verschillen tussen 'buiten toepassing laten' , 'onverbindend achten' en 'onverbindendverklaren' , en verwijst daarbij naar Schutgens 2009.[11]
13. ↑  ECLI:NL:CRVB:2019:2016, ECLI:NL:CRVB:2019:2017, ECLI:NL:CRVB:2019:2018 en ECLI:NL:CRVB:2019:2019
14. ↑  ECLI:NL:RVS:2020:452, overweging 6
15. 1 2  Artikel 3:4, tweede lid, Awb: De voor een of meer belanghebbenden nadelige gevolgen van een besluit mogen niet onevenredig zijn in verhouding tot de met het besluit te dienen doelen. (Evenredigheidsbeginsel)
16. 1 2  ECLI:NL:CRVB:2019:2016)
17. ↑  ECLI:NL:RVS:2021:1468; Raad van State, "Aanbeveling aan bestuursrechter: pas rechterlijke evenredigheidstoets aan", 7 juli 2021. Geraadpleegd op 11 september 2024.
18. 1 2 3  ECLI:NL:RVS:2022:285; Raad van State, "Afdeling bestuursrechtspraak werkt evenredigheidsbeginsel verder uit", 2 februari 2022. Geraadpleegd op 11 september 2024.
19. ↑  ECLI:NL:RVS:2022:516
20. ↑  ECLI:NL:RVS:2022:1440; Raad van State, "Conclusie over evenredigheid in zaken over afsluitende regeling 'kinderpardon'", 18 mei 2022. Gearchiveerd op 22 mei 2023. Geraadpleegd op 11 september 2024.
21. ↑  ECLI:NL:RVS:2022:1441; Raad van State, "Wet alleen aan evenredigheid toetsen als wetgever niet alles onder ogen heeft gezien", 18 mei 2022. Gearchiveerd op 6 maart 2023. Geraadpleegd op 11 september 2024.
22. ↑  ECLI:NL:RVS:2023:828 sub 7.3: Het vorenstaande betekent dat het onverkort toepassing geven aan het bepaalde in de artikelen 34, vierde en vijfde lid, en 35, derde en vierde lid, van de Regeling in dit geval in strijd is met artikel 3:4, tweede lid, van de Awb..
23. ↑  ECLI:NL:RVS:2022:285, ov. 7.1.
24. 1 2 3 4  ECLI:NL:CBB:2024:190
25. ↑  ECLI:NL:RVS:2023:772
26. ↑  Barkhuysen, Tom; Van Angeren, Jan Reinier; Linders, Tess; Nowotny, Nikita; Van der Maden, Lisa, De evenredigheidstoets “nieuwe stijl”: een overzichtsblog met visual over de toetsing aan het evenredigheidsbeginsel. Stibbe (3 maart 2023). Geraadpleegd op 11 september 2024.
27. ↑  Van Velzen-de Boer, Mathilde; Corsten, Carmen, Bestuursrechter verruimt toepassing evenredigheidsbeginsel, ook bij gebonden besluiten op grond van AVV. Van Benthem & Keulen (3 april 2024). Geraadpleegd op 8 september 2024.
28. ↑  ECLI:NL:CBB:2024:190 ov. 6.5.
29. ↑  ECLI:NL:CRVB:2024:748, ov. 4.4.
30. ↑  ECLI:NL:CRVB:2024:726
31. ↑  ECLI:NL:CRVB:2023:2086
32. ↑  Heinrich 2023.
33. ↑  ECLI:NL:RVS:2022:1441, ov. 12.2: [Art. 3:4 lid 1 Awb] staat niet in de weg aan toetsing van een gebonden bevoegdheid als deze bevoegdheid wordt gegeven in lagere wetgeving. Die toetsing kan dan eventueel plaatsvinden langs de weg van exceptieve toetsing van die wetgeving. Als de gebonden bevoegdheid wordt gegeven in een wet in formele zin en het gaat om een geval waaraan door de wetgever niet is gedacht (dus: sprake is van niet in de wet verdisconteerde omstandigheden) staat art. 3:4 lid 1 Awb evenmin aan toetsing daarvan in de weg, omdat dan contra legem toepassing van rechtsbeginselen en ongeschreven recht mogelijk is. In de overblijvende gevallen staat, als gezegd, het toetsingsverbod van art. 120 Grondwet al aan toetsing in de weg.
34. ↑  ECLI:NL:HR:2014:3679
35. ↑  ECLI:NL:HR:2018:729
36. ↑  ECLI:NL:CRVB:2017:2622
37. ↑  ECLI:NL:CBB:2022:134
38. ↑  ECLI:NL:CRVB:1975:ZB0069
39. ↑  ECLI:NL:CRVB:1975:1
40. ↑  ECLI:NL:HR:1978:AC2432
41. ↑  ECLI:NL:HR:1978:AM4447
42. ↑  ECLI:NL:HR:1978:AX3264
43. ↑  ECLI:NL:RVS:2025:1301
44. ↑  ECLI:NL:RVS:2023:3209
45. ↑  ECLI:NL:CBB:2022:618
46. ↑  Regeling subsidie financiering vaste lasten MKB COVID-19
47. ↑  Barkhuysen, Tom; Hofman, Janita; Linders, Tess; Heymans, Jeroen, Grote kamer CBb vult evenredigheidstoets “nieuwe stijl” verder in. Stibbe (3 mei 2024). Geraadpleegd op 11 september 2024.
48. ↑  ECLI:NL:HR:2021:1963
49. ↑  "EP" = Eerste Protocol bij het EVRM